# 仲嘉
仲嘉（？—？），原名仲景亨，中举后改名嘉．字孟嘉，号子服（子复），浙江嘉兴府秀水縣籍，吳江縣人，明朝政治人物。

## 生平
居秀水盛泽镇。万历三十七年（1609年）己酉科浙江乡试五十七名举人，萬曆四十七年（1619年）己未科進士，授山东昌乐知县，丁忧归。服除，补福建建宁知县，升工部营膳司主事，转兵部职方司主事。崇祯七年（1634年）参加春秋二次科考阅卷。晋职方司郎中。

## 家族
曾祖仲貞。祖父仲受。嗣父仲春晓，封知縣。生父仲春暄，封知縣。